# William Lewis Cabell

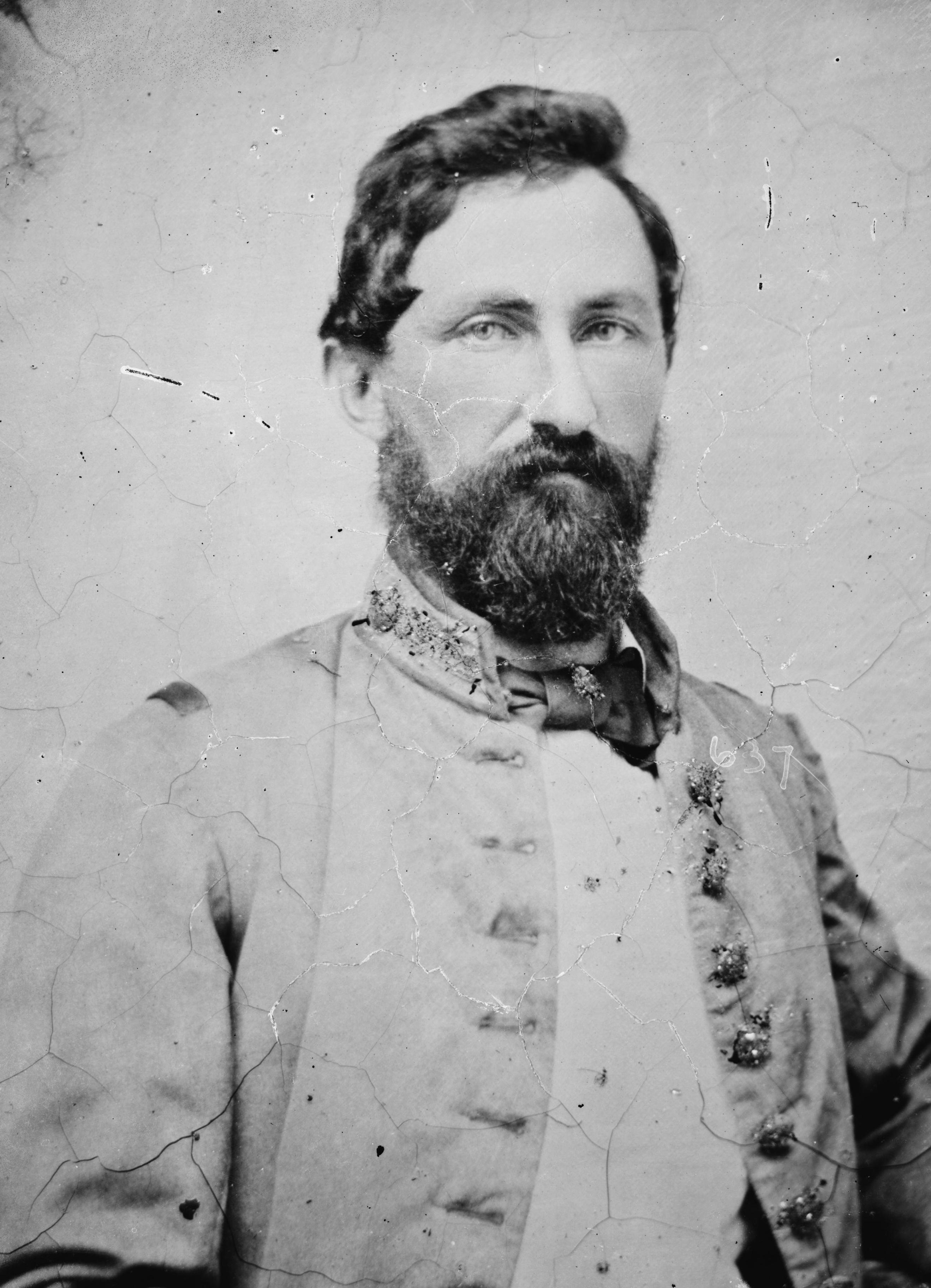
General Cabell

William Lewis Cabell (* 1. Januar 1827 in Danville, Virginia; † 22. Februar 1911 in Dallas, Texas) war Offizier des US-Heeres, Brigadegeneral des konföderierten Heeres im Sezessionskrieg und Bürgermeister von Dallas.

## Leben
Cabell wurde 1827 in Virginia geboren. Er hatte mehrere Brüder, von denen sechs ebenfalls Führungsfunktionen im konföderierten Heer hatten. Ein Bruder wurde kurz vor Ausbruch des Bürgerkriegs in Florida von einem Pfeil getötet. Cabell beendete 1850 sein Studium an der Militärakademie in West Point, New York und diente danach als Leutnant im 7. US Infanterie-Regiment. Im Juni 1855 wurde er zum Oberleutnant befördert und gehörte von da an als Versorgungsoffizier des Regiments zum Stab von General Persifer F. Smith.
Bei Ausbruch des Bürgerkriegs zog Cabell nach Little Rock, Arkansas und bot Gouverneur Henry Massey Rector seine Dienste an. Im April 1861 erreichte ihn ein Telegramm der Regierung der Konföderierten Staaten und er ging nach Richmond, Virginia, um beim Aufbau des Heeres zu helfen. Später wurde er nach Manassas beordert, wo er als Quartiermeister zum Stab von General Beauregard und später zum Stab von General Johnston gehörte. Nach einigen weiteren Einsätzen wurde er zum Brigadegeneral befördert und bekam das Kommando über alle konföderierten Truppen am White River in Arkansas übertragen. Sein Hauptquartier befand sich in Jacksonport, Arkansas. Danach wurde ihm das Kommando über eine Texas-Brigade übertragen, mit der er rund um Corinth, Mississippi verschiedene Unternehmungen durchführte.
Danach wurde Cabell das Kommando über eine Arkansas-Brigade übertragen, die er bei der Schlacht von Iuka und bei der zweiten Schlacht um Corinth anführte. Bei einem Angriff auf die Unionstruppen nahe Corinth wurde er verwundet, ebenso kurz darauf beim Gefecht an Hatchies Bridge, woraufhin er dienstuntauglich war. Nach seiner Genesung wurde ihm ein neues Kommando im Nordwesten von Arkansas übertragen, mit dem er bis Kriegsende mehr als 20 Einsätze hatte.
Nach Kriegsende ging Cabell nach Fort Smith, Arkansas und arbeitete als ziviler Ingenieur und studierte gleichzeitig Jura. 1868 wurde er dann als Anwalt zugelassen und arbeitete für die nächsten Jahre als Anwalt. 1872 zog er mit seiner Familie nach Dallas, Texas, wo er zuerst als Anwalt arbeitete und 1874 zum Bürgermeister gewählt wurde. In der Folgezeit wurde er dreimal in seinem Amt bestätigt. Während seiner Amtszeit ließ er die Eisenbahnanbindung erweitern, führte Abwasserkanäle und Elektrizität ein und startete ein Programm zur Befestigung der Straßen. Die Folge davon war ein starkes Wachstum der Stadt.
Nach dem Ende seiner letzten Amtszeit als Bürgermeister wurde er Präsident der Texas Trunk Railroad Company und 1885 US Marshal. Er übte dieses Amt bis 1889 aus. Während des Spanisch-Amerikanischen Krieges bot er, mittlerweile im Alter von 71 Jahren, der US-Regierung seine Dienste an.
Cabell kümmerte sich auch aktiv um die Geschicke der Veteranen der Konföderierten, beaufsichtigte mehrere Veteranen-Vereine, half beim Aufbau von Pensionen und Heimen für Veteranen sowie Veteranen-Friedhöfe in Texas. Cabell starb am 22. Februar 1911 und wurde fünf Tage später, nachdem man für ihn eine Militärparade abgehalten hatte, beigesetzt. Seine Frau war die Tochter von Major Elias Rector und diente während des Bürgerkriegs als Krankenschwester.